# Standardni arapski jezik
Standardni arapski (al-’arabiyya, al-fusha; ISO 639-3: arb), arapski jezik (semitska porodica) kojim kao prvim jezikom govori 206,000,000 ljudi i 246,000,000 kao drugim jezikom kod govornika svih arapskih varijanti.
Raširen je po arapskom govornom području Azije i severne Afrike. Koristi se u obrazovanju, literalne radove i službene svrhe. Postoje dva osnovna oblika, klasični arapski (kuranski), koji se deli za religiozne i ceremonijalne svrhe i moderni standardni arapski, koji je modernizovana varijanta klasičnog arapskog.
Standardni arapski službeni je jezik u državama Alžir, Čad, Komori, Džibuti, Egipat, Eritreja, Jordan, Katar, Kuvajt, Libanon, Maroko, Oman, Sudan, Sirija, Tunis i UAE.
Kao nacionalni jezik u Bahreinu, Iraku, Izraelu, Jemenu, Libiji, Palestinskoj Zapadnoj Obali i Gazi, Saudijskoj Arabiji i Somaliji.

## Literatura
- Holes, Clive (2004). Modern Arabic: Structures, Functions, and Varieties.. Georgetown University Press.  1-58901-022-1